# Agrothereutes algericus
Agrothereutes algericus là một loài tò vò trong họ Ichneumonidae.